# Chapelle-Marcousse
Chapelle-Marcousse é uma comuna francesa na região administrativa de Auvérnia-Ródano-Alpes, no departamento Puy-de-Dôme. Estende-se por uma área de 20,2 km². Em 2010 a comuna tinha 65 habitantes (densidade: 3,2 hab./km²).